# Papuzik błękitny
Papuzik błękitny (Erythrura tricolor) – gatunek małego ptaka z rodziny astryldowatych. Występuje na Małych Wyspach Sundajskich (administracyjnie część Indonezji). Nie jest zagrożony wyginięciem. Gatunek hodowlany.

## Taksonomia
Po raz pierwszy gatunek opisał Louis Pierre Vieillot w 12. tomie Nouveau dictionnaire d'histoire naturelle (1817). Holotyp pochodził z Timoru. Nowemu gatunkowi autor nadał nazwę Fringilla tricolor. Obecnie (2020) Międzynarodowy Komitet Ornitologiczny umieszcza papuzika błękitnego w rodzaju Erythrura. Uznaje go za gatunek monotypowy.

## Morfologia
Długość ciała wynosi około 9–10 cm, masa ciała blisko 11 g. Występuje dymorfizm płciowy w upierzeniu. Przód głowy i obszar nad okiem, broda oraz gardło mają głęboki, niebieski kolor. Pierś, brzuch i boki ciała niebieskie, jaśniejsze. Barwa niebieska obecna na czole dalej w tył przechodzi po ciemną zieleń, zajmującą górne partie ciała. Niektóre osobniki w górnej części grzbietu i na pokrywach skrzydłowych mają niebieski nalot. Pióra w niższej części kupra, pokrywy nadogonowe i nasady sterówek czerwone. Pozostała część ogona brązowa. Krawędzie pokryw skrzydłowych żółtozielone. Lotki ciemnobrązowe. Okolice kloaki i pokrywy podogonowe są turkusowe. Dziób krótki, o stożkowatym kształcie i barwie od niebieskoszarej po czarną. Tęczówka ciemnobrązowa. Nogi różowe. Samicę wyróżnia jaśniejsze upierzenie z turkusowym przodem głowy, gardłem i piersią.

## Zasięg występowania
Papuzik błękitny występuje na Małych Wyspach Sundajskich – Timor, Atauro, Wetar, Romang, Damar, Wyspach Babar oraz na Wyspach Tanimbar (Larat, Yamdena, Lutur).

## Ekologia i zachowanie
Środowiskiem życia tych ptaków są zakrzewienia na obszarach trawiastych oraz na skrajach lasów eukaliptusów z występującymi w nich bambusami. Odnotowywane od poziomu morza do 1400 m n.p.m. Przeważnie papuziki błękitne widywane są w parach lub małych grupach rodzinnych. Ich pożywieniem są nasiona traw oraz owoce. Pożywienia szukają zarówno na ziemi, jak i w krzewach, wśród bambusów i drzew.
O lęgach wiadomo niewiele, większość informacji dotyczy ptaków z niewoli. Prawdopodobnie pierwsze informacje dotyczące lęgów na wolności opublikowane zostały w 2015 i dotyczyły obserwacji pary z Atauro w marcu 2014. Jej gniazdo ulokowane było 11 m nad ziemią, na konarze drzewa. Miało kulistą strukturę z bocznym wejściem, co jest typowe dla przedstawicieli rodzaju. W niewoli samica znosi w odstępach jednodniowych od 4 do 6 jaj. Inkubacja trwa 14–16 dni; rozpoczyna się od złożenia ostatniego jaja.

## Status
IUCN uznaje papuzika błękitnego za gatunek najmniejszej troski (LC, Least Concern) nieprzerwanie od 1988 (stan w 2020). BirdLife International uznaje trend populacji za stabilny. Gatunek stwierdzono w 7 ostojach ptaków IBA.

## W niewoli
Papuziki błękitne pojawiły się w hodowlach dopiero na początku lat 90. XX wieku, kiedy pierwsze osobniki dotarły do Europy; w Wielkiej Brytanii po raz pierwszy rozmnożono je w 1992, nie jest jednak znany hodowca czy placówka, którego jest to zasługa. Cena tych ptaków wynosiła wówczas blisko 4500$ za parę. W 1994 zagościł w hodowlach północnoamerykańskich.
Klatka przeznaczona dla pary tych ptaków powinna mieć wymiary minimum 40 na 45 na 80 cm. Klatka powinna stać w pobliżu źródła naturalnego światła, być wyposażona w roślinność. Papuziki błękitne potrzebują również stałego dostępu do baseniku z wodą. Właściwym pokarmem dla tych ptaków w niewoli jest ogólnodostępna mieszanka dla astryldów, również skiełkowana, oraz zielenina – m.in. zielony ogórek, mniszek lekarski, tasznik, gwiazdnica, krwawnik i młode, delikatne pędy pokrzywy. W okresie lęgowym dieta musi być uzupełniona o białko zwierzęce.